# Halachot Guedolot
Halachot Guedolot (en hebreu: הלכות גדולות) és una obra literària i un codi legal jueu escrit durant l'època dels savis Gueonim.

## Naturalesa del codi
El llibre Halachot Guedolot és un resum sistemàtic i comprensiu de les lleis presents al Talmud. Encara que en general segueix l'ordre dels tractats del Talmud, uneix diverses lleis que estan escampades pel Talmud segons el seu ordre lògic, i contràriament al procediment adoptat en la Mixnà i la Guemarà, primer estableix el principi general abans d'entrar en els detalls.
També assigna nous noms a certs grups de lleis, i resumeix algunes lleis (com les relacionades amb els sacrificis i les que s'apliquen als sacerdots) que ja no s'observen després de la destrucció del segon Temple de Jerusalem.
Les decisions legals del llibre es basen en el Talmud i en els principis de la halacà establerts pels rabins. L'obra es basa en el Talmud de Babilònia, però l'autor també fa servir el Talmud de Jerusalem, l'autor es refereix a ell com el Talmud d'Occident.
Altres fonts són la responsa rabínica dels savis Gueonim de Babilònia, i una obra literària legal de la mateixa època anomenada: Sefer ha-Maasim shel Benei Eretz Yisrael.
L'obra Halachot Guedolot es va expandir per les comunitats jueves, i amb el pas del temps es van incorporar les decisions de Yehudai Gaon i d'altres savis d'una data posterior. Les autoritats rabíniques més antigues, sovint citaven extractes d'aquesta obra que són diferents, o que eren totalment absents de l'obra existent.
El llibre Halachot Guedolot té una introducció, que està principalment dirigida contra els caraïtes i altres que rebutjaven la llei oral. Té dues parts, una inclou declaracions basades en l'Aggadà, i fa diverses lloances a la Torà i als seus estudiants, mentre que l'altra part de l'obra anomena per primera vegada, els 613 manaments (mitzvot) esmentats al Talmud.
Aquests manaments estan classificats segons el grau de càstig per transgredir les diferents mitzvot. Aquesta llista inclou 365 manaments negatius, i 248 manaments positius. Aquesta llista va ser severament criticada per Maimònides en la seva obra Sefer HaMitzvot, el llibre dels manaments, però va ser defensada per Bonastruc ça Porta.